# Barksdale (Wisconsin)
Barksdale è una città della contea di Bayfield, Wisconsin, Stati Uniti. Al censimento del 2010, la popolazione era di 723 abitanti. La comunità non incorporata di Barksdale si trova nella città. La città è stata nominata da William G. Ramsay, l'ingegnere capo della DuPont Chemical Company, per Hamilton M. Barksdale, vicepresidente della DuPont.

## Geografia fisica
Secondo lo United States Census Bureau, ha un'area totale di 66,3 mi² (171,72 km²).

## Società

### Evoluzione demografica
Secondo il censimento del 2010, la popolazione era di 723 abitanti.

### Etnie e minoranze straniere
Secondo il censimento del 2010, la composizione etnica della città era formata dal 95,7% di bianchi, lo 0,0% di afroamericani, l'1,8% di nativi americani, lo 0,3% di asiatici, lo 0,0% di oceanici, lo 0,1% di altre razze, e il 2,1% di due o più etnie. Ispanici o latinos di qualunque razza erano l'1,2% della popolazione.